# Stelis rubi
Stelis rubi är en biart som beskrevs av Cockerell 1898. Stelis rubi ingår i släktet pansarbin, och familjen buksamlarbin. Inga underarter finns listade i Catalogue of Life.